# Хаммонд (тауншип, Миннесота)
Ха́ммонд (англ. Hammond) — тауншип в округе Полк, Миннесота, США. На 2000 год его население составило 57 человек.

## География
По данным Бюро переписи населения США площадь тауншипа составляет 94,1 км², водоёмов нет.

## Демография
По данным переписи населения 2000 года здесь находились 57 человек, 19 домохозяйств и 17 семей. Плотность населения — 0,6 чел./км². На территории тауншипа расположено 19 построек со средней плотностью 0,2 построек на один квадратный километр. Расовый состав населения: 100,00 % белых.
Из 19 домохозяйств в 52,6 % воспитывались дети до 18 лет, в 84,2 % проживали супружеские пары, в 5,3 % проживали незамужние женщины и в 10,5 % домохозяйств проживали несемейные люди. 10,5 % домохозяйств состояли из одного человека, при том 5,3 % из — одиноких пожилых людей старше 65 лет. Средний размер домохозяйства — 3,00, а семьи — 3,24 человека.
33,3 % населения — младше 18 лет, 5,3 % — в возрасте от 18 до 24 лет, 22,8 % — от 25 до 44, 24,6 % — от 45 до 64, и 14,0 % — старше 65 лет. Средний возраст — 36 лет. На каждые 100 женщин приходилось 103,6 мужчин. На каждые 100 женщин старше 18 приходилось 90,0 мужчин.
Средний годовой доход домохозяйства составлял 48 125 долларов, а средний годовой доход семьи — 48 125 долларов. Средний доход мужчин — 90 957 долларов, в то время как у женщин — 23 750. Доход на душу населения составил 24 863 доллара. За чертой бедности не находились ни одна семья и ни один человек.